# Potentilla hookeriana
Potentilla hookeriana es una planta herbácea perenne de la familia Rosaceae. 
Tiene las hojas verdes y flores con cinco pétalos amarillos.

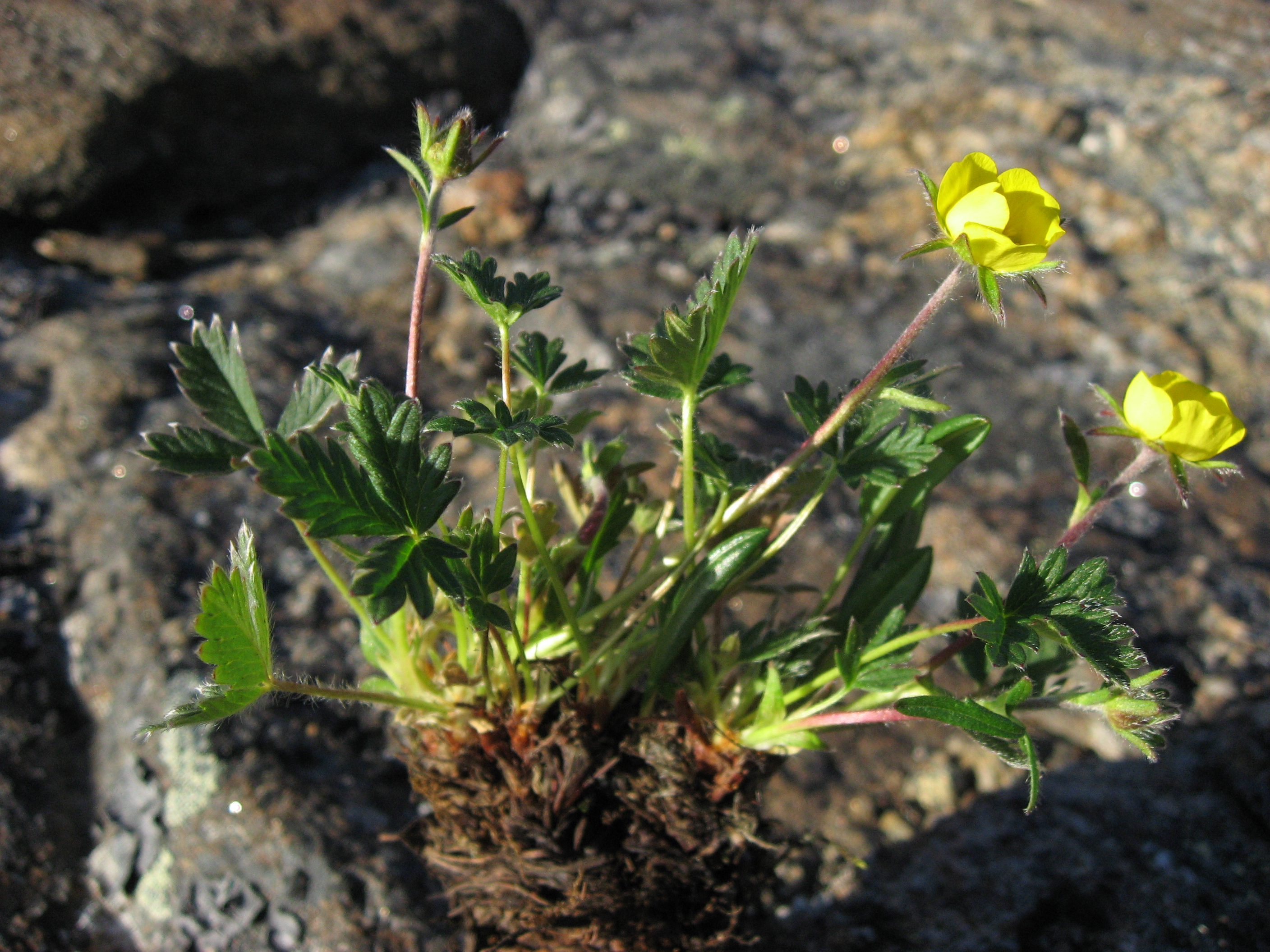
En su hábitat

## Taxonomía
Potentilla hookeriana fue descrita por Willd. ex Schltdl. y publicado en Index Seminum (Hamburg) 1849: 10. [1849]
Etimología
Potentílla: nombre genérico que deriva del latín postclásico potentilla, -ae de potens, -entis, potente, poderoso, que tiene poder; latín -illa, -illae, sufijo de diminutivo–. Alude a las poderosas presuntas propiedades tónicas y astringentes de esta planta. 
hookeriana: epíteto otorgado en honor del botánico William Jackson Hooker.
Sinonimia
- Potentilla hookerana Lehm.
- Potentilla hookeriana subsp. hookeriana
- Potentilla nivea subsp. hookeriana (Lehm.) Hiitonen[2]